# Macchi MC.205
Die Macchi MC.205V Veltro (italienisch für Jagd- oder Windhund) war ein italienisches Jagdflugzeug im Zweiten Weltkrieg. Sie zählte zur sogenannten „Serie 5“, obwohl sie keine Neukonstruktion war, wie die Fiat G.55 und Reggiane Re.2005.
Der Prototyp der Veltro war eine Weiterentwicklung der Macchi MC.202 Folgore, bei der ein importierter Motor vom Typ Daimler-Benz DB 605 A in eine Zelle der MC.202 eingebaut wurde.

## Geschichte
Unmittelbar nach dem Erstflug am 19. April 1942 lief die Serienfertigung an, diese verzögerte sich aber, da die von Fiat gebaute Lizenzversion des Motors, der RA.1050 RC58 Tifone (Taifun), noch nicht in ausreichender Zahl zur Verfügung stand. Dadurch wurde die Veltro erst Mitte 1943 einsatzbereit, der erste bekannte Einsatz erfolgte im Juli 1943 bei einem Angriff von Torpedobombern auf alliierte Seestreitkräfte vor Sizilien im Rahmen der Operation Husky.
Als Marschall Badoglio im September 1943 mit den Alliierten Frieden schloss, verfügte die Regia Aeronautica über 66 Veltro-Jäger, von denen aber nur sechs Maschinen alliierte Flugplätze erreichten, um unter der mitkriegführenden italienischen Luftflotte (Aeronautica Cobelligerante Italiana) weiterzukämpfen. Die übrigen flogen auf Seiten der Achsenmächte in der Nationalrepublikanischen Luftwaffe (Aeronautica Nazionale Repubblicana – ANR).
Da sich die Produktionsstätten der Veltro im Norden Italiens befanden, konnte nach dem Waffenstillstand von Cassibile die Produktion in kleinem Maßstab fortgesetzt werden, insgesamt entstanden 262 Veltros, die in der Republik von Salò erfolgreich gegen die Alliierten eingesetzt wurden.
Anfang Oktober 1943 flog die II/JG 77 in Lagnasco vorübergehend einige MC.205, bis sie diese am 31. Dezember 1943 an die italienische 1° Gruppo der ANR abgab und selbst wieder mit Bf 109 G ausgestattet wurde.
Die Typen der „Serie 5“ gelten als die besten in Serie gebauten italienischen Jagdflugzeuge im Zweiten Weltkrieg und waren so erfolgreichen Mustern wie der US-amerikanischen P-51 Mustang durchaus gewachsen.
1948 bis 1949 bestellte Ägypten 62 generalüberholte MC.205V, von denen 41 aus Zellen der Macchi MC.202 umgebaut worden waren. Die erste Lieferung von 15 aus insgesamt 42 ausgelieferten Maschinen kam noch vor der Unabhängigkeit Israels am 13. Januar 1949 gegen die israelische Fliegertruppe zum Einsatz.

## Varianten
Neben dem Einsatz als Jäger wurde die Macchi Veltro auch als Jagdbomber verwendet.
MC.205V/RF
Umbau des ersten Prototyps MM.9487 zum Fotoaufklärer mit Reihenbildgerät Rb.50/30. Hieraus wurden weitere Aufklärer abgeleitet, die sich hauptsächlich durch ihre Treibstoffkapazität und damit Reichweite unterschieden.
MC.205S
Langstreckenbegleitjäger mit einem 200-l-Treibstofftank anstelle der MGs im Rumpf. Hierfür wurden 18 Maschinen der Hauptserie umgebaut.
MC.205N Orione
Vorgeschlagene Variante mit einem Daimler-Benz-DB-605-Motor und auf 11,25 m vergrößerter Spannweite sowie einer Flügelfläche von 19 m². Der Rumpfbug wurde umkonstruiert, damit wuchs die Länge auf 9,65 m. Im Bug wurde ein 20-mm-MG 151 untergebracht.
MC.205N-1
Prototyp eines Höhenjägers auf Basis der MC.205N. Bewaffnet mit einem MG 151/20 und vier 12,7-mm-MGs im Rumpf.
MC.205N-2
Prototyp eines Höhenjägers auf Basis der MC.205N. Bewaffnet mit drei MG 151/20 und zwei 12,7-mm-MGs.
MC.205V Bi-fusoliera
Ähnlich zur deutschen Messerschmitt Me 609 und Bf 109Z wurden bei diesem Projekt zwei MC.205V mit einem Tragflächenmittelstück verbunden, um einen leistungsstarken Kampfzerstörer zu schaffen. Das Projekt wurde nicht vollendet.
MC.206
Prototyp auf Basis der MC.205N mit einem Daimler-Benz DB 603 und größerer Tragfläche. Bewaffnet mit einem MG 151/20 und vier 12,7-mm-MGs im Rumpf. Der Prototyp wurde durch einen Bombenangriff vor der Fertigstellung zerstört. Zusammen mit der Fiat G.56 und Reggiane Re.2006 sollte die MC.206 die Serie 6 von Jagdflugzeugen schaffen.
MC.207
Entwurf ähnlich der MC.206, mit vier MG 151/20.
C.208
Nicht vollendeter Entwurf
C.209
Projekt mit Strahltriebwerk. Nicht vollendet.

## Betreiber
Ägypten
No. 2 Squadron und No. 5 Squadron REAF. Eingesetzt im Krieg mit Israel 1948/49. (42 Stück)
 Deutsches Reich
Die II/JG77 betrieb zeitweise 25 MC.205V
 Königreich Italien
Regia Aeronautica
Aeronautica Cobelligerante Italiana (6 Stück)
 Italienische Sozialrepublik
Aviazione Nazionale Repubblicana (101 Stück)
 Unabhängiger Staat Kroatien
Die Zrakoplovstvo Nezavisne Države Hrvatske (ZNDH) erhielt vier MC.205V

## Technische Daten
| Kenngrößen     | Kenngrößen                                    | Serie I | Serie III |
| -------------- | --------------------------------------------- | --- | --- |
| Besatzung      | Besatzung                                     | ein Pilot | ein Pilot |
| Abmessungen    | Länge                                         | 8,85 m | 8,85 m |
| Abmessungen    | Spannweite                                    | 10,58 m | 10,58 m |
| Abmessungen    | Höhe                                          | 3,05 m | 3,05 m |
| Abmessungen    | Flügelfläche                                  | 16,80 m² | 16,80 m² |
| Abmessungen    | Flügelstreckung                               | 6,7 | 6,7 |
| Gewichte       | Leergewicht                                   | 2581 kg | 2581 kg |
| Gewichte       | max. Zuladung                                 | 827 kg | 827 kg |
| Gewichte       | Gesamtgewicht                                 | 3408 kg | 3408 kg |
| Gewichte       | Treibstoffvorrat                              | 435 l | 435 l |
| Triebwerk      | Typ                                           | ein Fiat R.A.1050 RC 58 Tifone (in Lizenz gebauter DB 605 A) | ein Fiat R.A.1050 RC 58 Tifone (in Lizenz gebauter DB 605 A) |
| Triebwerk      | Bauart                                        | V12-Kolbenmotor mit hängenden Zylindern, Benzineinspritzung und mechanischem Lader | V12-Kolbenmotor mit hängenden Zylindern, Benzineinspritzung und mechanischem Lader |
| Triebwerk      | Hubraum                                       | 35,7 l | 35,7 l |
| Triebwerk      | Trockengewicht                                | 720 kg | 720 kg |
| Triebwerk      | Startleistung                                 | 1085 kW (1475 PS) in 0 m bei 2800/min für 5 min | 1085 kW (1475 PS) in 0 m bei 2800/min für 5 min |
| Triebwerk      | Steigleistung                                 | 920 kW (1250 PS) in 0 m bei 2600/min für 30 min | 920 kW (1250 PS) in 0 m bei 2600/min für 30 min |
| Triebwerk      | Dauerleistung                                 | 795 kW (1080 PS) bei 2300/min | 795 kW (1080 PS) bei 2300/min |
| Triebwerk      | statische Volldruckhöhe                       | 5800 m | 5800 m |
| Flugleistungen | Höchstgeschwindigkeit in 0 m                  | 506 km/h | 506 km/h |
| Flugleistungen | Höchstgeschwindigkeit in 7200 m Volldruckhöhe | 629 km/h (bei 3384 kg mit 2 MG 151/20) | 629 km/h (bei 3384 kg mit 2 MG 151/20) |
| Flugleistungen | Steigzeit auf 5000 m                          | 4:47 min | 4:47 min |
| Flugleistungen | Steigzeit auf 6000 m                          | 5:53 min | 5:53 min |
| Flugleistungen | Steigzeit auf 7000 m                          | 7:06 min | 7:06 min |
| Flugleistungen | Steigzeit auf 8000 m                          | 9:10 min | 9:10 min |
| Flugleistungen | Dienstgipfelhöhe                              | 11.200 m | 11.200 m |
| Flugleistungen | Reichweite                                    | 600 bis 985 km | 600 bis 985 km |
| Bewaffnung     | Bewaffnung                                    | - zwei 12,7-mm-MG Breda SAFAT über dem Motor mit je 370 Schuss, synchronisiert durch den Propellerkreis feuernd - zwei 7,7-mm-MG Breda SAFAT in den Tragflächen mit je 600 Schuss, unsynchronisiert, außerhalb des Propellerkreises feuernd | - zwei 12,7-mm-MG Breda SAFAT über dem Motor mit je 370 Schuss, synchronisiert durch den Propellerkreis feuernd - zwei 20-mm-Kanonen MG 151/20 von Mauser mit je 250 Schuss in den Tragflächen, unsynchronisiert, außerhalb des Propellerkreises feuernd - als Jagdbomber zusätzlich zwei 160-kg-Bomben unter den Tragflächen |

## Erhaltene Flugzeuge

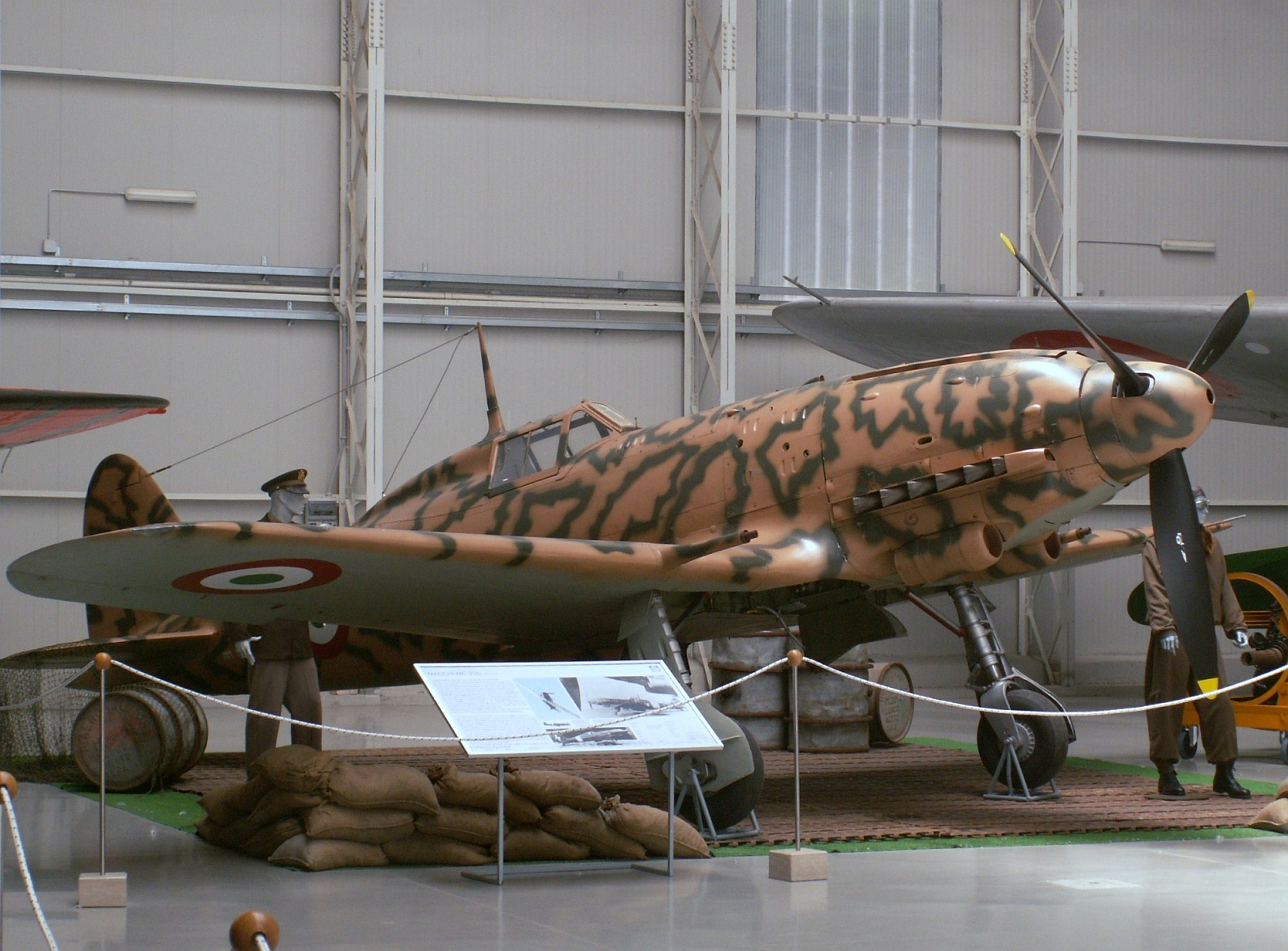
Macchi C.205 in Vigna di Valle

Ein Flugzeug ist im italienischen Luftfahrtmuseum Vigna di Valle ausgestellt.